# David di Donatello 1957
La cerimonia di premiazione della 2ª edizione dei avid di Donatello si è svolta il 3 agosto 1957 al teatro antico di Taormina.

## Vincitori
Miglior regista

- Federico Fellini - Le notti di Cabiria

Migliore produttore

- Dino De Laurentiis - Le notti di Cabiria (ex aequo)
- Renato Gualino - L'impero del sole (ex aequo)

Migliore attrice

- Ingrid Bergman - Anastasia (Anastasia)

Migliore attore

- Laurence Olivier - Riccardo III (Richard III)

Miglior produttore straniero

- Jack L. Warner - Il gigante (Giant) (ex aequo)
- Laurence Olivier - Riccardo III (Richard III) (ex aequo)

Targa d'oro
- Alberto Lattuada, per la sua regia in: Guendalina
- Alberto Ancilotto, per la sua regia in: L'incanto della foresta; documentario

Targa d'argento
- Isole di fuoco, regia di Vittorio De Seta - Cortometraggio-Documentario (09 min.)

David d'argento
- Antonio Petrucci